# Berzék
Berzék este un sat în districtul Miskolc, județul Borsod-Abaúj-Zemplén, Ungaria, având o populație de 1.071 de locuitori (2011). 

## Demografie
Componența etnică a satului Berzék
     Maghiari (90,56%)
     Romi (9,44%)
Componența confesională a satului Berzék
     Romano-catolici (49,86%)
     Reformați (22,5%)
     Fără religie (6,63%)
     Greco-catolici (5,98%)
     Necunoscută (15,03%)
     Alte religii (2,24%)
Conform recensământului din 2011, satul Berzék avea 1.071 de locuitori. Din punct de vedere etnic, majoritatea locuitorilor (90,56%) erau maghiari, cu o minoritate de romi (9,44%). Nu există o religie majoritară, locuitorii fiind romano-catolici (49,86%), reformați (22,5%), persoane fără religie (6,63%) și greco-catolici (5,98%). Pentru 15,03% din locuitori nu este cunoscută apartenența confesională.